# 回燃
回燃（英語：Backdraft），或稱復燃，又稱爆燃，指火災現場在缺氧燃燒時，因大量的新鮮空氣衝入現場，而導致爆發式的劇烈燃燒現象。例如在燃燒一段時間的房間或飛機裡開窗。與閃燃不同的是，閃燃為火災由濃煙轉向火海的關鍵界定特徵，回燃則是後期的特徵。

## 定義
回燃現象，意指在現場通風不良之密閉空間內，當火勢已維持了一段時間，空氣內氧濃度遞減，因燃燒產生的未完全燃燒的碳粒子、一氧化碳——即可燃性氣體——積聚，當足夠的空氣引入火場，與濃烈的可燃氣體混合，並達燃燒界限範圍內，則在原有火源瞬間引燃下，燃燒猛烈地發生，並引發出一股爆發性的火焰擴散，朝空氣入口處衝出室外的現象。
此現象一般在火警發生的後期出現。

## 條件
- 現場為通風不良的密閉空間
- 火勢必須已維持了一段時間
- 必須有足夠的空氣引入火場
- 燃燒室內必需尚存有火源或环境温度高于一氧化碳燃点（609℃）

## 參看
- 火災術語列表
- 閃燃

## 其它
- 美國環球影業在1991年制作的電影《浴火赤子情》原名即是英文的回燃一詞。